# Quintijn Steelant
Quintijn Steelant (30 januari 1997) is een Belgisch voetballer die als doelman speelt. Sinds 2018 speelt hij bij KSC Dikkelvenne. Medio 2022 vertrekt hij naar RFC Wetteren.

## Clubcarrière
Steelant speelde in de jeugdopleiding van Club Brugge. Tijdens het seizoen 2015/16 werd hij verhuurd aan KMSK Deinze. Op 2 april 2016 debuteerde hij in de Tweede klasse tegen KVV Coxyde. In april 2016 speelde hij vier competitiewedstrijden.
In 2016 verliet de doelman Club Brugge definitief en tekende hij voor twee jaar bij Beerschot Wilrijk. Op 10 september 2016 debuteerde Steelant voor zijn nieuwe club in het competitieduel tegen Patro Eisden.

## Statistieken
| Seizoen         | Club                  | Competitie             | Competitie | Competitie | Beker | Beker | Totaal | Totaal |
| Seizoen         | Club                  | Competitie             | Wed.       | Dlp.       | Wed.  | Dlp.  | Wed.   | Dlp.   |
| --------------- | --------------------- | ---------------------- | ---------- | ---------- | ----- | ----- | ------ | ------ |
| 2015-2016       | Club Brugge           | Jupiler Pro League     | 0          | 0          | 0     | 0     | 0      | 0      |
| 2015-2016       | → KMSK Deinze         | Tweede klasse          | 4          | 0          | 0     | 0     | 4      | 0      |
| 2016-2017       | FCO Beerschot Wilrijk | Eerste klasse amateurs | 5          | 0          | 0     | 0     | 5      | 0      |
| 2017-2018       | FCO Beerschot Wilrijk | Eerste klasse B        | 0          | 0          | 0     | 0     | 0      | 0      |
| Carrière totaal | Carrière totaal       | Carrière totaal        | 9          | 0          | 0     | 0     | 9      | 0      |

## Interlandcarrière
Steelant kwam uit voor diverse Belgische nationale jeugdploegen. Hij maakte deel uit van de nationale selecties U15-U19 waarin hij een 30-tal jeugdinterlands heeft gespeeld.